# Niger Vallis
Niger Vallis es un valle en Marte que parece haber sido excavado por el agua. Ha sido identificado como un canal de salida. Se fusiona con Dao Vallis, que corre hacia el suroeste hacia Hellas Planitia desde el volcán Hadriacus Mons. Al igual que Dao, se formó alrededor de las épocas de Noé tardío y Hespérico temprano. Lleva el nombre del río Níger en África.

## Manto rico en hielo

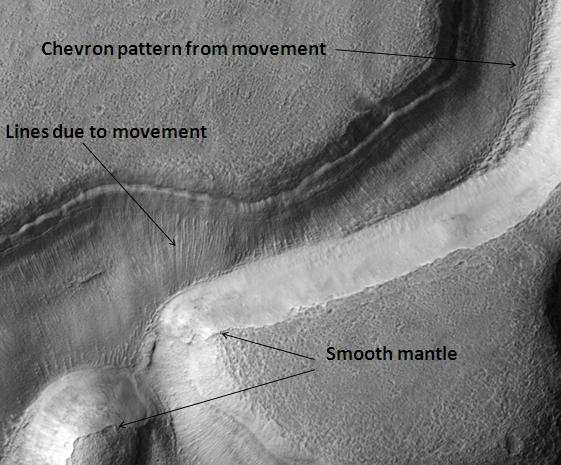
Niger Vallis con rasgos típicos de esta latitud, vistos por HiRISE.

Gran parte de la superficie de Marte está cubierta por un manto grueso y suave que se cree que es una mezcla de hielo y polvo. Este manto rico en hielo, de unos pocos metros de espesor, alisa la tierra, pero en algunos lugares tiene una textura rugosa, parecida a la superficie de una pelota de baloncesto. Debido a que hay pocos cráteres en este manto, el manto es relativamente joven. Una imagen a continuación muestra una buena vista de este manto suave alrededor de Niger Vallis, como se observa con HiRISE.
Los cambios en la órbita y la inclinación de Marte provocan cambios significativos en la distribución del hielo de agua desde las regiones polares hasta latitudes equivalentes a Texas. Durante ciertos períodos climáticos, el vapor de agua sale del hielo polar y entra en la atmósfera. El agua regresa al suelo en latitudes más bajas como depósitos de escarcha o nieve mezclada generosamente con polvo. La atmósfera de Marte contiene una gran cantidad de partículas de polvo fino. El vapor de agua se condensará sobre las partículas y luego caerá al suelo debido al peso adicional de la capa de agua. Cuando el hielo en la parte superior de la capa de manto regresa a la atmósfera, deja polvo, que aísla el hielo restante.

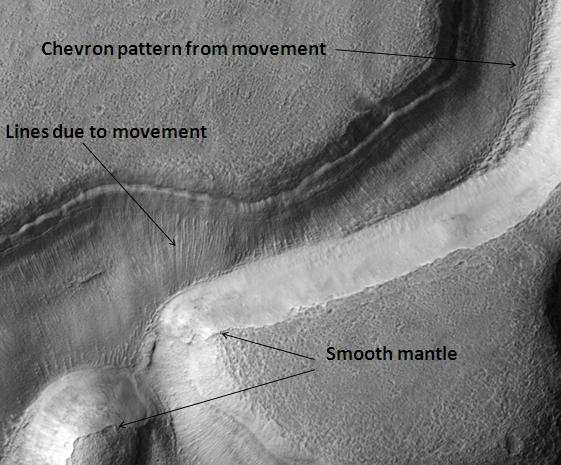
Niger Vallis con rasgos típicos de esta latitud, vistos por HiRISE. Haga clic en la imagen para ver el patrón de chevron y el manto.